# Eucoleomerus
Eucoleomerus är ett släkte av skalbaggar. Eucoleomerus ingår i familjen vivlar.
Kladogram enligt Catalogue of Life:
| Eucoleomerus | \| \| Eucoleomerus nigricauda \| \| \| \| \| \| Eucoleomerus subsimilis \| \| \| \| |
|              | \| \| Eucoleomerus nigricauda \| \| \| \| \| \| Eucoleomerus subsimilis \| \| \| \| |
|              | Eucoleomerus nigricauda                                                             |
|              |                                                                                     |
|              | Eucoleomerus subsimilis                                                             |
|              |                                                                                     |